# Dasarakallahalli, Bhadravati
Dasarakallahalli là một làng thuộc tehsil Bhadravati, huyện Shimoga, bang Karnataka, Ấn Độ.